# San Bonaventura al Palatino
San Bonaventura al Palatino, auch San Bonaventura alla polveria, ist eine Kirche in der Via di San Bonaventura in Rom. Sie wurde im 17. Jahrhundert errichtet, im 19. Jahrhundert renoviert und leicht verändert. Sie ist Klosterkirche der Franziskaner und verwahrt eine Reihe an Reliquien.

## Lage und Namensgebung
Das Kloster mit der dem sel. Bonaventura von Barcelona, einem spanischen Franziskaner, geweihten Kirche befindet sich inmitten der Überreste der ehemaligen Kaiserpaläste auf dem Palatin im X. römischen Rione Campitelli an der Via di Bonaventura.  Den Beinamen „alla polveria“ hat die Kirche von einem Pulvermagazin, das französische Truppen in napoleonischer Zeit in der Nähe anlegten.

## Geschichte und Baugeschichte
Der Bau der kleinen Kirche war eine Stiftung des Kardinals Barberini auf Wunsch des seligen Bonaventura. Das Gelände, auf dem die Kirche steht, war im Besitz der Familie Barberini und wurde bis dahin zum Weinbau genutzt. Die Bauarbeiten begannen 1675 und wurden 1689 abgeschlossen, was Bonaventura jedoch nicht mehr erlebte, er war fünf Jahre zuvor verstorben. Die heutige Fassade stammt erst vom Beginn des 19. Jahrhunderts, die Kirche erhielt erst 1839 das heutige Gewölbe.

## Fassade
Die schlichte Fassade ist kaum verziert. Lediglich drei Nischen und ein Halbkreisfenster geben etwas Gliederung. Die beiden unteren Nischen neben dem Portal enthalten die letzten beiden Stationen eines Kreuzweges, der zu Kloster und Kirche hinführt. Über dem Portal befindet sich in der Nische eine aus dem Barock stammende Statue des Kirchenpatrons. Das Halbkreisfenster darüber wie die gesamte obere Fassade oberhalb der Statue entstand erst bei der Einwölbung der Kirche 1839. Das sich darin befindliche Glasfenster ist eine moderne Arbeit.

## Inneres

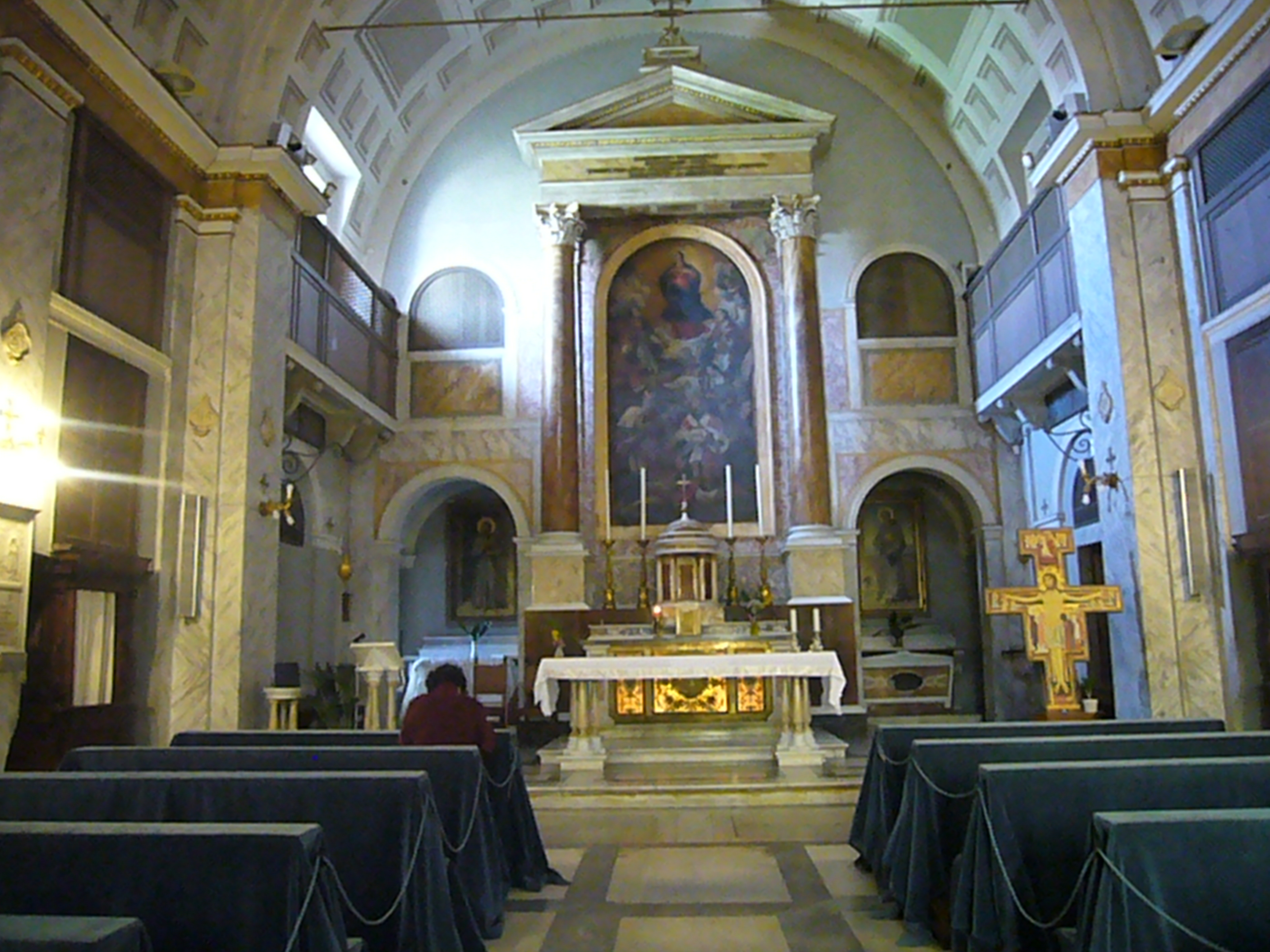
Blick in das Kircheninnere zum Hochaltar

Die Kirche ist ein einschiffiger Bau, die jeweils zwei Seitenaltäre pro Langhauswand stehen in leichten Wandvertiefungen. Der Bau wird von einem 1839 errichteten Tonnengewölbe gedeckt, zuvor hatte die Kirche nur eine Flachdecke. Die Kassettierung des Gewölbes ist lediglich gemalt. Die strukturgebenden Pilaster der Wände und des Triumphbogens zum Chor folgen der toskanischen Ordnung. Beiderseits des Hochaltars sind Zugänge zu kleinen Seitenkapellen angelegt, oberhalb davon sind Oratorien eingerichtet.
Über dem Hochaltar befindet sich ein Gemälde der Immaculata mit anderen Heiligen. Das Gemälde ist eine Arbeit von Filippo Micheli da Camerino. Es wird von einer Ädikula gefasst, die Säulen folgen der Kompositordnung. Im Hochaltar befinden sich die Reliquien des hl. Leonardo da Porto Maurizio.
Der linke Seitenaltar enthält die Reliquien des hl. Flavianus, eines Märtyrers. Das Altarbild zeigt den hl. Franziskus von Assisi. Im rechten Seitenaltar befinden sich Reliquien der hl. Colomba, auf dem Altargemälde dargestellt ist der hl. Antonius von Padua.
Über dem vorderen Altar an der rechten Seitenwand befindet sich eine Kreuzigungsszene von Giovanni Battista Benaschi aus dem 17. Jahrhundert, über dem hinteren Altar rechts die Darstellung der Heiligen Paschalis, Diego und Salvatore d’Orta, eine Arbeit Giacinto Calandrucci. An der mittleren Wand befinden sich die Reliquien des sel. Johann Baptist von Burgund.
An der linken Seitenwand vorne befindet sich ein Altar mit einer Darstellung des Erzengels Michael, ebenfalls von Benaschi. Der hintere Altar links enthält die Reliquien des sel. Bonaventura. Dort zeigt das Altarbild die Verkündigung des Herrn, wiederum von Benaschi. In der Kirche beigesetzt ist noch Francesco Mancino, er starb 1758; über seinem Grab befindet sich sein Bildnis.

## Franziskanerkonvent
Im benachbarten Konvent leben Brüder der Franziskaner (OFM), vor allem jüngere Fratres, die in der Stadt Rom einem Studium nachgehen. Auch der international bekannte Künstler Sidival Fila lebt und arbeitet im Franziskanerkloster San Bonaventura al Palatino.